# Aldo Busi
Aldo Busi (* 25. února 1948 Montichiari) je italský spisovatel, překladatel a homosexuální aktivista. Patří k představitelům postmodernismu v italské literatuře. Publikoval také pod pseudonymem Monsignor Diabolus.

## Život
Pochází z rodiny hostinského. Ve čtrnácti letech odešel z domova, toulal se po Evropě a vykonával různé nekvalifikované práce. V roce 1981 získal diplom v oboru cizích jazyků na Univerzitě ve Veroně. V roce 1984 vydal první knihu Seminář mládí, v němž ironickým stylem zpracoval své životní zkušenosti. Kniha získala prestižní cenu Premio Mondello a Busi se stal mediální celebritou; proslul svými provokativními vystoupeními, v nichž hájil práva sexuálních menšin a kritizoval římskokatolickou církev. Vydal také sedm cestopisných knih.
Přeložil knihy Johanna Wolfganga von Goethe, Christiny Steadové nebo Lewise Carrolla. Je také autorem překladu Dekameronu do moderní italštiny.
Hrál sám sebe ve filmové komedii Roberta D'Agostina Mutande pazze a moderoval televizní pořad o literatuře Amici libri.

## Česká vydání
- Seminář mládí. Přeložil Zdeněk Frýbort, Svoboda, Praha 1994, ISBN 80-205-0446-X
- Standardní život občasného prodavače punčocháčů. Přeložil Zdeněk Frýbort, Mladá fronta, Praha 1994, ISBN 80-204-0472-4

## Ocenění
- Premio Mondello 1984
- Premio Frignano 2002
- Premio Boccaccio 2013